# Tour de Romandie
A Tour de Romandie egy országútikerékpár-verseny Svájcban. A versenyt minden év áprilisában rendezik meg, és része az UCI World Tour-nak.

## Trikók
- Az összetett verseny győztese:
- Hegyi pontverseny győztese:
- Sprintverseny győztese:
- Legjobb fiatal versenyző:
- Legjobb csapat:

## Dobogósok
| Év   | Győztes                  | Második                        | Harmadik                       |         |
| ---- | ------------------------ | ------------------------------ | ------------------------------ | ------- |
| 1947 | Désiré Keteleer          | Gino Bartali                   | Ferdinand Kübler               |         |
| 1948 | Ferdinand Kübler         | Jean Goldschmit                | Mathias Clemens                |         |
| 1949 | Gino Bartali             | Ferdinand Kübler               | Settimio Simonini              |         |
| 1950 | Édouard Fachleitner      | Hugo Koblet                    | Kléber Piot                    |         |
| 1951 | Ferdinand Kübler         | Hugo Koblet                    | Fritz Schär                    |         |
| 1952 | Wout Wagtmans            | Hugo Koblet                    | Raymond Impanis                |         |
| 1953 | Hugo Koblet              | Pasquale Fornara               | Louison Bobet                  |         |
| 1954 | Jean Forestier           | Pasquale Fornara               | Carlo Clerici                  |         |
| 1955 | René Strehler            | Hugo Koblet                    | Max Schellenberg               |         |
| 1956 | Pasquale Fornara         | Carlo Clerici                  | René Strehler                  |         |
| 1957 | Jean Forestier           | Guido Carlesi                  | Hugo Koblet                    |         |
| 1958 | Gilbert Bauvin           | Pino Cerami                    | Giovanni Pettinati             |         |
| 1959 | Kurt Gimmi               | Rolf Graf                      | Alfred Rüegg                   |         |
| 1960 | Louis Rostollan          | Édouard Delberghe              | Jos Hoevenaers                 |         |
| 1961 | Louis Rostollan          | Giuseppe Fezzardi              | Imerio Massignan               |         |
| 1962 | Guido De Rosso           | Franco Cribiori                | Joseph Novales                 |         |
| 1963 | Willy Bocklant           | Federico Bahamontes            | Guido De Rosso                 |         |
| 1964 | Rolf Maurer              | Huub Zilverberg                | Gastone Nencini                |         |
| 1965 | Vittorio Adorni          | Rolf Maurer                    | Robert Hagmann                 |         |
| 1966 | Gianni Motta             | Raymond Delisle                | Rolf Maurer                    |         |
| 1967 | Vittorio Adorni          | Louis Pfenninger               | Armand Desmet                  |         |
| 1968 | Eddy Merckx              | Raymond Delisle                | Robert Hagmann                 |         |
| 1969 | Felice Gimondi           | Vittorio Adorni                | Antoon Houbrechts              |         |
| 1970 | Gösta Pettersson         | Davide Boifava                 | Joop Zoetemelk                 |         |
| 1971 | Gianni Motta             | Antonio Salutini               | Willy Van Neste                |         |
| 1972 | Bernard Thévenet         | Lucien Van Impe                | Raymond Delisle                |         |
| 1973 | Wilfried David           | Lucien Van Impe                | Michel Pollentier              |         |
| 1974 | Joop Zoetemelk           | Wladimiro Panizza              | Fedor den Hertog               |         |
| 1975 | Francisco Galdós         | Josef Fuchs                    | Knut Knudsen                   |         |
| 1976 | Johan De Muynck          | Roger De Vlaeminck             | Eddy Merckx                    |         |
| 1977 | Gianbattista Baronchelli | Joop Zoetemelk                 | Knut Knudsen                   |         |
| 1978 | Johan van der Velde      | Hennie Kuiper                  | Johan De Muynck                |         |
| 1979 | Giuseppe Saronni         | Gianbattista Baronchelli       | Henk Lubberding                |         |
| 1980 | Bernard Hinault          | Silvano Contini                | Giuseppe Saronni               |         |
| 1981 | Tommy Prim               | Giuseppe Saronni               | Peter Winnen                   |         |
| 1982 | Jostein Wilmann          | Tommy Prim                     | Silvano Contini                |         |
| 1983 | Stephen Roche            | Phil Anderson                  | Tommy Prim                     |         |
| 1984 | Stephen Roche            | Jean-Marie Grezet              | Niki Rüttimann                 |         |
| 1985 | Jörg Müller              | Acácio da Silva                | Tommy Prim                     |         |
| 1986 | Claude Criquielion       | Jean-François Bernard          | Bruno Cornillet                |         |
| 1987 | Stephen Roche            | Jean-Claude Leclercq           | Ronan Pensec                   |         |
| 1988 | Gerard Veldscholten      | Tony Rominger                  | Urs Zimmermann                 |         |
| 1989 | Phil Anderson            | Gilles Delion                  | Robert Millar                  |         |
| 1990 | Charly Mottet            | Robert Millar                  | Luc Roosen                     |         |
| 1991 | Tony Rominger            | Robert Millar                  | Michael Carter                 |         |
| 1992 | Andrew Hampsten          | Miguel Indurain                | Charly Mottet                  |         |
| 1993 | Pascal Richard           | Claudio Chiappucci             | Andrew Hampsten                |         |
| 1994 | Pascal Richard           | Armand de Las Cuevas           | Andrew Hampsten                |         |
| 1995 | Tony Rominger            | Piotr Ugrumov                  | Francesco Casagrande           |         |
| 1996 | Abraham Olano            | Olekszandr Honcsenkov          | Giuseppe Guerini               |         |
| 1997 | Pavel Tonkov             | Chris Boardman                 | Beat Zberg                     |         |
| 1998 | Laurent Dufaux           | Alex Zülle                     | Francesco Casagrande           |         |
| 1999 | Laurent Jalabert         | Beat Zberg                     | Wladimir Belli                 |         |
| 2000 | Paolo Savoldelli         | Joseba Beloki                  | Laurent Dufaux                 |         |
| 2001 | Dario Frigo              | Félix García Casas             | Wladimir Belli                 |         |
| 2002 | Dario Frigo              | Alex Zülle                     | Cadel Evans                    |         |
| 2003 | Tyler Hamilton           | Laurent Dufaux                 | Francisco Pérez Sanchez        |         |
| 2004 | Tyler Hamilton           | Fabian Jeker                   | Leonardo Piepoli               |         |
| 2005 | Santiago Botero          | Damiano Cunego                 | Gyenyisz Nyikolajevics Menysov |         |
| 2006 | Cadel Evans              | Alberto Contador               | Alejandro Valverde             |         |
| 2007 | Thomas Dekker            | Paolo Savoldelli               | Andrey Kashechkin              |         |
| 2008 | Andreas Klöden           | Roman Kreuziger                | Marco Pinotti                  |         |
| 2009 | Roman Kreuziger          | Vlagyimir Karpec               | Rein Taaramäe                  |         |
| 2010 | Simon Špilak             | Gyenyisz Nyikolajevics Menysov | Michael Rogers                 |         |
| 2011 | Cadel Evans              | Tony Martin                    | Alekszandr Vinokurov           |         |
| 2012 | Bradley Wiggins          | Andrew Talansky                | Rui Alberto Faria Da Costa     |         |
| 2013 | Chris Froome             | Simon Špilak                   | Rui Alberto Faria Da Costa     |         |
| 2014 | Chris Froome             | Simon Špilak                   | Rui Alberto Faria Da Costa     |         |
| 2015 | İlnur Zäkärin            | Simon Špilak                   | Chris Froome                   |         |
| 2016 | Nairo Quintana           | Thibaut Pinot                  | Ion Izagirre                   |         |
| 2017 | Richie Porte             | Simon Yates                    | Primož Roglič                  |         |
| 2018 | Primož Roglič            | Egan Bernal                    | Richie Porte                   |         |
| 2019 | Primož Roglič            | Rui Alberto Faria Da Costa     | Geraint Thomas                 |         |
| 2020 | törölve                  | törölve                        | törölve                        | törölve |
| 2021 | Geraint Thomas           | Richie Porte                   | Fausto Masnada                 |         |
| 2022 | Alekszandr Vlaszov       | Gino Mäder                     | Simon Geschke                  |         |
| 2023 | Adam Yates               | Matteo Jorgenson               | Damiano Caruso                 |         |
| 2024 | Carlos Rodriguez Cano    | Alekszandr Vlaszov             | Florian Lipowitz               |         |
| 2025 |                          |                                |                                |         |

## Külső hivatkozások
- Hivatalos honlap Archiválva 2011. július 7-i dátummal a Wayback Machine-ben